# Jarka Lutz
Pour les articles homonymes, voir Lutz.
Jaroslava "Jarka" Lutz (née Krčálová le 3 avril 1934) est une céiste française et tchécoslovaque pratiquant le slalom.

## Carrière
Sous les couleurs de la Tchécoslovaquie, elle est médaillée d'or en C-2 mixte aux Championnats du monde de slalom 1967 à Lipno nad Vltavou.
C'est sous les couleurs de la France qu'elle dispute les Championnats du monde de slalom 1969 à Bourg-Saint-Maurice, où elle est médaillée d'argent en C-2 mixte ainsi qu'en C-2 mixte par équipe avec son époux Claude Lutz.